# Vichai Srivaddhanaprabha
Vichai Srivaddhanaprabha (tiếng Thái: วิชัย ศรีวัฒนประภา; tên khai sinh Vichai Raksriaksorn (tiếng Thái: วิชัย รักศรีอักษร); 4 tháng 4 năm 1958 – 27 tháng 10 năm 2018) là một doanh nhân tỷ phú Thái Lan và người sáng lập, chủ sở hữu và chủ tịch của King Power Duty Free. Ông cũng là chủ sở hữu của câu lạc bộ bóng đá Premier League Leicester City từ năm 2010 cho đến khi ông qua đời trong một tai nạn máy bay trực thăng 2018.

## Sự nghiệp
Srivaddhanaprabha là người sáng lập và là giám đốc điều hành của King Power Duty Free, một nhà điều hành các cửa hàng miễn thuế. Vào tháng 12 năm 2009, King Power đã nhận được giấy chứng nhận hoàng gia từ Vua Thái Lan trong một buổi lễ có sự tham dự của Raksriaksorn. Ông được tạp chí Forbes xếp hạng là người giàu thứ 7 ở Thái Lan, được báo cáo trị giá 3,3 tỷ USD.
Vào tháng 8 năm 2010, tập đoàn đầu tư bóng đá châu Á bao gồm Srivaddhanaprabha và con trai ông Aiyawatt đã mua câu lạc bộ bóng đá Anh Leicester City.. Ông đã kế nhiệm Milan Mandarić làm chủ tịch của câu lạc bộ vào tháng 2 năm 2011 trong khi tiếp tục là chủ sở hữu, và Aiyawatt trở thành phó chủ tịch. Vào tháng 7 năm 2011, sân vận động Walkers được đặt tên trước đây của CLB được đổi tên thành sân vận động King Power.
Leicester City tiếp tục giành chức vô địch Premier League 2015–16. Ngay trước mùa giải 2016–17, Srivaddhanaprabha tặng 19 cầu thủ mỗi người một chiếc BMW i8 với giá 100.000 bảng mỗi người – như một món quà để giành danh hiệu.
Vào tháng 5 năm 2017, ông đã mua câu lạc bộ bóng đá thứ hai của mình, OH Leuven ở Bỉ.

## Polo
Trong thời gian rảnh rỗi, ông là một người chơi mê chơi polo và sở hữu Câu lạc bộ VR Polo ở Bangkok. Ông là chủ tịch Câu lạc bộ Ham Polo ở Luân Đôn từ 2008 đến 2012.

## Cuộc sống cá nhân
Srivaddhanaprabha sinh ra trong một gia đình người Thái gốc Hoa. Ông kết hôn với Aimon Srivaddhanaprabha, người mà ông có bốn người con: Voramas, Apichet, Aroonroong, và Aiyawatt. Năm 2012, vua Thái Lan Bhumibol Adulyadej sắc phong cho gia đình họ mới Srivaddhanaprabha, có nghĩa là "ánh sáng của vinh quang tiến bộ". Ông đã được trao bằng tiến sĩ danh dự như một Tiến sĩ Luật của Đại học Leicester vào năm 2016.

## Qua đời
Vào ngày 27 tháng 10 năm 2018, chiếc trực thăng AgustaWestland AW169 của Srivaddhanaprabha bị rơi bên ngoài sân vận động King Power ngay sau khi cất cánh từ sân. Các nhân chứng được mô tả khi thấy máy bay trực thăng quay trước khi va chạm và tạo ra một quả cầu lửa. Ngày hôm sau, người ta xác nhận rằng Srivaddhanaprabha cùng ba hành khách và phi công đều đã chết trong vụ tai nạn. Những người tử nạn bao gồm:
- Vichai Srivaddhanaprabha - Chủ tịch CLB Leicester City.
- Nusara Suknamai - Á hậu Thái Lan năm 2005.
- Kaveporn Punpare - Thư ký của ông Vichai.
- Eric Swaffer và Izabela Roza Lechowicz - Hai phi công chịu trách nhiệm cho chuyến bay.

Nhiều đồ lễ, tri ân đã được đặt cho Srivaddhanaprabha bên ngoài sân vận động King Power bởi người hâm mộ của Leicester City và các câu lạc bộ bóng đá khác.
Toàn đội Leicester City lên đường sang Bangkok ngay sau trận thắng Cardiff City 1-0 ở vòng 11 Ngoại hạng Anh hôm 3/11. Đó là trận đấu đầu tiên của đội kể từ sau tai nạn thảm khốc làm ông chủ Vichai Srivaddhanaprabha thiệt mạng. HLV Claude Puel, thủ quân Kasper Schmeichel cùng các thành viên Leicester City buồn rầu khi tiến vào ngôi chùa, nơi cử hành tang lễ ông chủ xấu số chiều 4/11. Thái Lan đã tổ chức lễ tang kéo dài bảy ngày cho Vichai, một trong những vị tỷ phú quyền lực và có nhiều đóng góp cho đất nước.